# آي كاواشيما
آي كاواشيما (باليابانية: 川嶋あい ) (و. 1986  م) هي مغنية، ومغنية مؤلفة، وملحنة، وعازفة بيانو يابانية، ولدت في فوكوكا، فوكوكا، تستخدم آلات أورغ كهربائي.
.

## روابط خارجية
- آي كاواشيما على موقع ميوزك برينز (الإنجليزية)
- آي كاواشيما على موقع ديسكوغز (الإنجليزية)